# Quick on the Trigger
Quick on the Trigger è un film del 1948 diretto da Ray Nazarro.
È un western statunitense ambientato nel 1873 con Charles Starrett, Smiley Burnette e Lyle Talbot. Fa parte della serie di film western della Columbia incentrati sul personaggio di Durango Kid.

## Produzione
Il film, diretto da Ray Nazarro su una sceneggiatura di Elmer Clifton, fu prodotto da Colbert Clark per la Columbia Pictures e girato dal 9 al 16 giugno 1948. Il titolo di lavorazione fu Gun Brand.

## Distribuzione
Il film fu distribuito negli Stati Uniti dal 2 dicembre 1948 al cinema dalla Columbia Pictures.
Altre distribuzioni:
- in Brasile (Rápido no Gatilho)
- nel Regno Unito (Condemned in Error)

## Promozione
Le tagline sono:
- HOT ON THE TRAIL OF OUTLAWS,TUNES AND FUN
- Hot lead singin'! Hot tunes ringin'! (original 11x14 lobby card)
- BLAZING GUNS AND ROARING FUN!
- DURANGO pays off with bullets! SMILEY sounds off with songs!